# Wannebecq
Wannebecq (en néerlandais: Wannebeek) est une section de la ville belge de Lessines, située en Région wallonne dans la province de Hainaut.
C'était une commune à part entière avant d'être fusionnée en 1964 avec celle de Papignies pour former la commune de Papignies-Wannebecq .
Papignies-Wannebecq rejoindra la commune de Lessines lors des fusions de communes de 1977.

## Évolution démographique
- Sources : INS, Rem. : 1831 jusqu'en 1970 = recensements, 1976 = nombre d'habitants au 31 décembre.

## Héraldique
|  | Blasonnement : Écartelé aux I et IV parti : a) chevronné d'or et de gueules de douze pièces, b) d'argent à deux fasces, bretessées et contre-bretessées de gueules ; aux II et III parti : a) d'azur au lion contourné d'or couronné du même armé et lampassé de gueules, b) d'or au lion de sable armé et lampassé de gueules, sur le tout écartelé aux I et IV d'argent au lion de sable armé et lampassé de gueules; aux II et III de gueules à une étoile de 8 rais d'argent. - Arrêté royal : 21 juillet 1923 Source du blasonnement : Blason de Wannebecq sur le site Heraldry-wiki.com |